# Amodimethikon
Amodimethikon je silikon (dimetikon) obsahující aminoskupinu, používá se v kosmetice na vlasy.

## Vlastnosti a využití
Amodimethikon pomáhá vytvářet klouzavý efekt, čímž je dosaženo snadnějšího rozčesávaní vlasů. Amodimethikon je sám o sobě ve vodě nerozpustný silikon, který může vlas v konečném důsledku vysušovat. V kombinaci s cetrimoniumchloridem a trideceth-12 se ovšem stává silikon ve vodě rozpustným, čímž je odstraněno riziko vysušování vlasů. Proto je důležité věnovat pozornost složení a kontrolovat, zda se ve složení objevuje amodimethikon samostatně nebo v kombinaci s cetrimoniumchloridem a trideceth-12.